# بيت رايموند
بيت رايموند (بالإنجليزية: Pete Raymond)‏ هو مجدف أمريكي، ولد في 21 يناير 1947 في برينستون في الولايات المتحدة.

## وصلات خارجية
- بيت رايموند على موقع الاتحاد الدولي للتجديف (الإنجليزية)
- بيت رايموند على موقع اللجنة الأولمبية الدولية (الإنجليزية)
- بيت رايموند على موقع أوليمبيديا (الإنجليزية)